# Pandreitje
Het Pandreitje is een straat in Brugge. Het was ook de naam van een inmiddels gedempte, aldaar gelegen rei.

## Beschrijving
Waar nu de straat ligt, vloeide destijds een arm van de Reie, het Pandreitje, dat werd gedempt vanaf 1768. In de bedding werd een riool gemetseld, waarna aan de Brugse aannemers van bouwwerken werd gevraagd om systematisch al hun bouwpuin in de bedding te storten. Het duurde tot circa 1791 vooraleer alles gedempt was en de opgevulde bedding geplaveid kon worden. Door dit alles verdwenen ook drie bruggen, waaronder de Vlasbrug of Cocquytbrug, die de Rozenhoedkaai met de Braambergstraat verbond. Alleen de naam van de daar gelegen straat herinnert er nog aan dat het een reitje was.
De naam komt van het gebouw dat het stadsbestuur in 1482 bouwde op het einde van de straat en dat de naam Pand kreeg. Het was bestemd om een overdekte handelsplaats te bieden aan schilders en juweliers en er hun jaarmarkten te houden. Het was bereikbaar langs een brug die over de rei liep ter hoogte van de Willemstraat. De jaarlijkse feestelijke activiteiten die er werden gehouden, heetten de Pandfeesten.

## Oude gevangenis

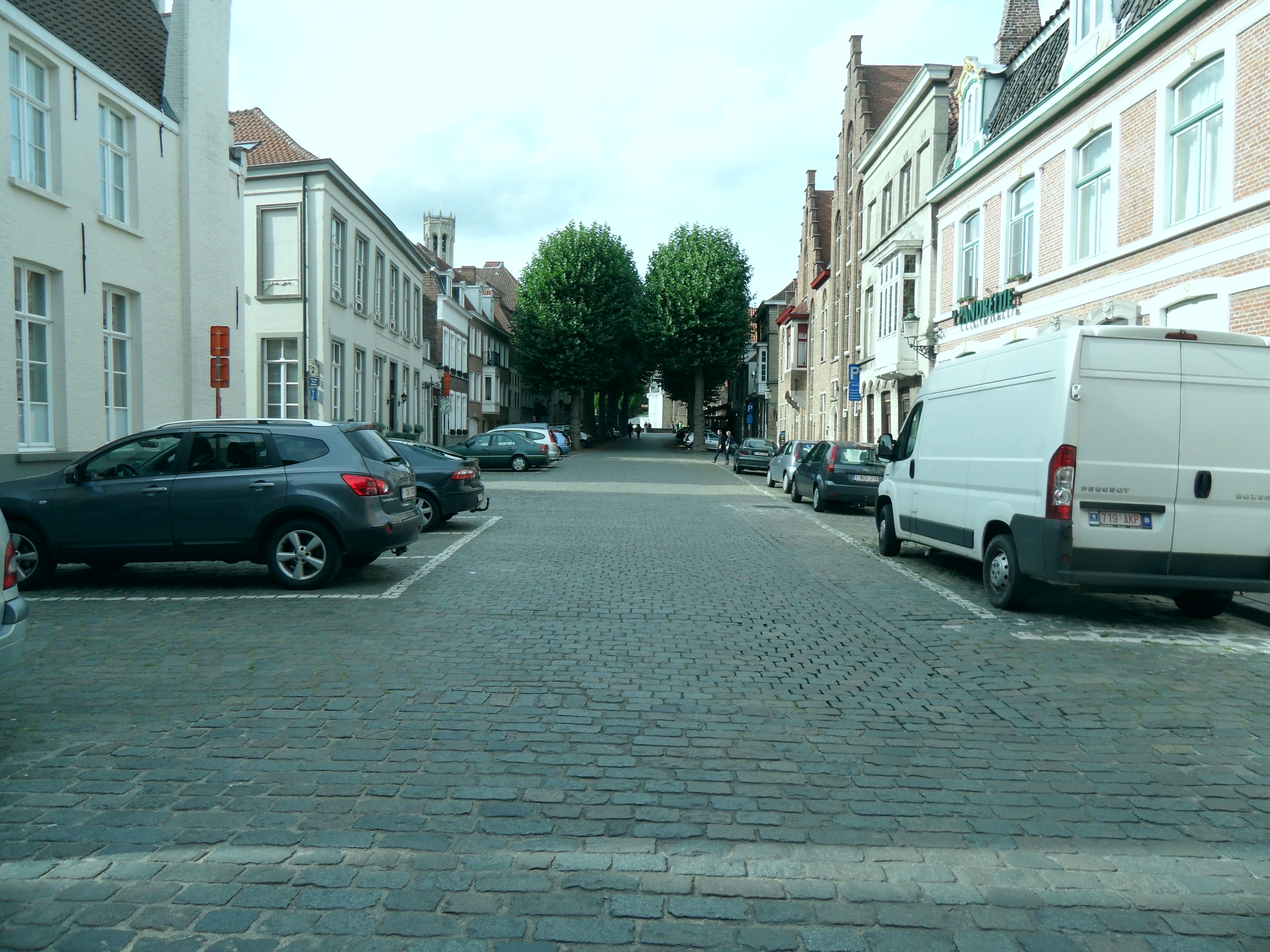
Het Pandreitje gezien vanuit de oude gevangenis in de richting van de Rozenhoedkaai

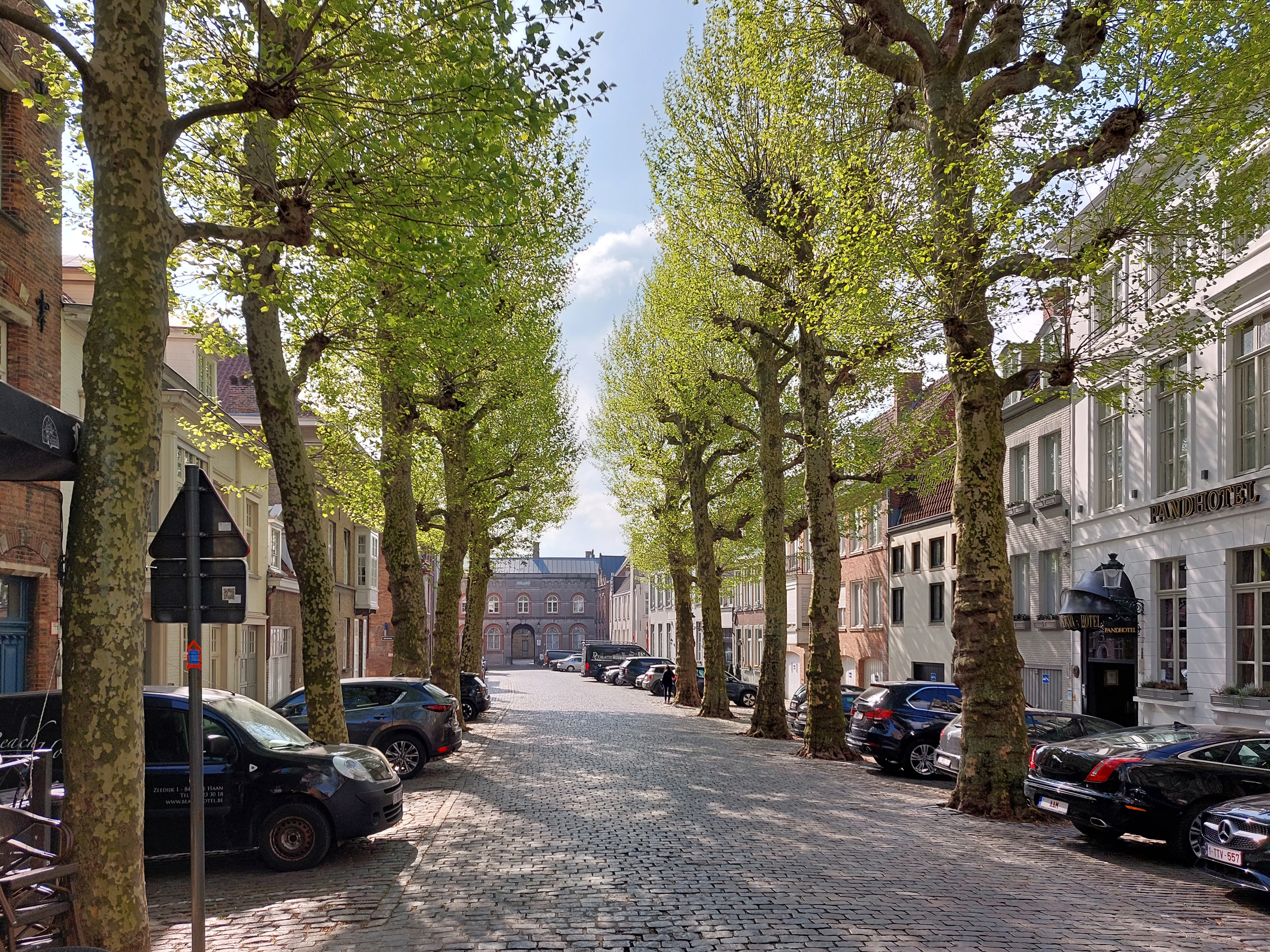
Het Pandreitje gezien in de richting van de oude gevangenis

In de 17de eeuw verloor het pand zijn oorspronkelijke bestemming en werd het de stedelijke gevangenis. In 1861 werd de gevangenis volledig vernieuwd en werd er een extra verdieping gebouwd. De gevangenis bleef in gebruik tot in 1989. Ook op dit gebouw werd de naam van de straat toegepast en 'hij zit in het Pandreitje' had de betekenis dat iemand in de gevangenis zat.
Vanaf 1992 werd het gebouw gesloopt op het poortgebouw en de directeurswoning na. Het voorgebouw van de gevangenis (waarvan het gelijkvloerse gedeelte uit de 17de eeuw dateert en het bovengedeelte uit de 19de eeuw) werd door een beschermingsbesluit in extremis van sloping gered. Het achterliggende gevangenisgebouw werd gesloopt. Ook de grotendeels 17de-eeuwse gebouwen gelegen langs de Gevangenisstraat werden afgebroken.
Van 2000 tot 2002 werd op de gronden van de oude gevangenis een nieuwe verkaveling aangelegd met daardoorheen volgende straten.
- 't Pand
- Beeldenmakersstraat
- Diamantslijpersstraat
- Goudsmedenstraat
- Koudemarkt

De straat het Pandreitje zelf loopt van de Rozenhoedkaai naar het poortgebouw van de vroegere gevangenis en de er achter aangelegde verkaveling.

## Bekende bewoners
- Richard Declerck